# Kosmos Holding
Kosmos Global Holding S. L. (in breve Kosmos Holding o Kosmos) è una società di investimento spagnola fondata nel 2017 da Gerard Piqué, ex calciatore del Barcellona, e Hiroshi Mikitani, CEO di Rakuten e proprietario del Vissel Kōbe. La società ha sede a Barcellona, in Spagna.

## Attività

### Kosmos Tennis
Nel 2018 vengono fondate le controllate Kosmos Tennis e Kosmos Management: la prima come società per lo sviluppo e l'organizzazione di eventi tennistici, la seconda come agenzia di procuratori per atleti.
Attraverso un accordo con l'ITF, nel febbraio 2018 viene annunciato un accordo venticinquennale, sulla base di 3 miliardi di euro, per l'organizzazione della Coppa Davis. Tale partnership prevedeva una trasformazione del formato della competizione a partire dall'edizione 2019, con l'introduzione di un girone finale da disputarsi in sede unica nel mese di novembre. In base all'accordo, inoltre, l'organizzazione di tale evento fu affidata a Kosmos per i successivi venticinque anni.
La riforma fu accolta con scetticismo da parte di alcuni atleti.
Prematuramente rispetto ai termini iniziali dell'accordo, nel gennaio 2023 l'ITF ha sancito la fine della collaborazione con Kosmos. Cessata la partnership, furono chiuse le sezioni Kosmos Tennis e Kosmos Management. Quest'ultima aveva rappresentato, tra gli altri, i tennisti Dominic Thiem ed Elina Svitolina.

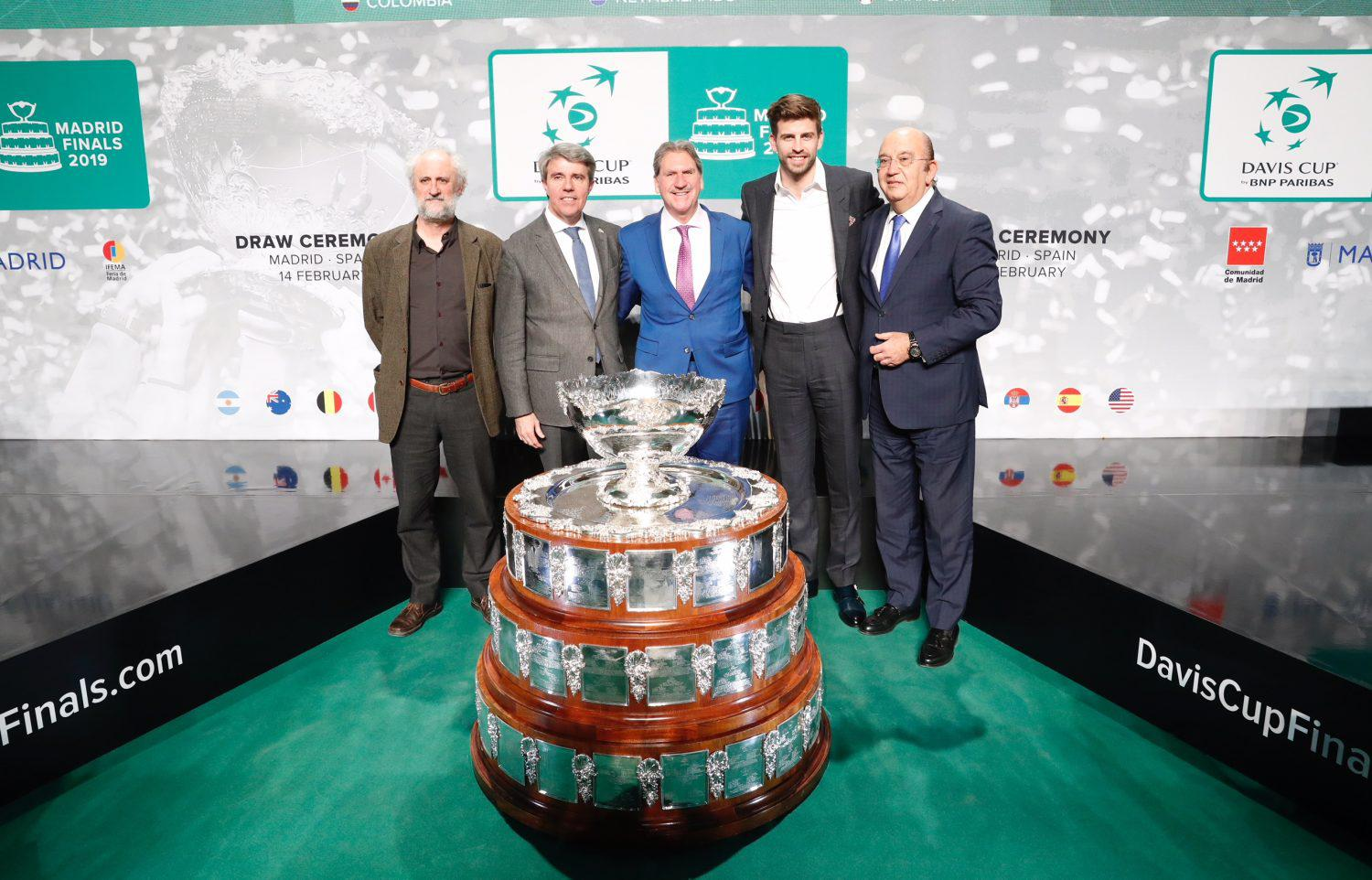
Presentazione del trofeo della Coppa Davis durante il sorteggio delle finals 2019. Secondo da destra, il fondatore di Kosmos Gerard Piqué.

### Kosmos Studios
Kosmos Studios è la controllata di Kosmos Holding per la produzione di contenuti audiovisivi. 
Il primo prodotto di Kosmos Studios è stato il documentario di calciomercato La Decisión: Antoine Griezmann, in cui il calciatore francese annunciava la sua decisione di rimanere all'Atlético Madrid nell'estate 2018. Ad esso seguì la serie Piqué+, in cui il campione spagnolo intervista altri calciatori, tra cui Neymar, Lionel Messi e Gianluigi Buffon, in vista del Campionato mondiale di calcio 2018.
Nel 2019 ha prodotto la serie Matchday: Inside FC Barcelona, girata da Oriol Querol e Pol Rodríguez, che racconta i momenti salienti della stagione 2018-2019 della squadra catalana narrati da John Malkovich.
Tra gli altri progetti di Kosmos Studios vi sono Break Point: a Davis Cup Story, che narra gli eventi della Coppa Davis 2019, la prima con la nuova formula; e il documentario Somos Koi: El origen, che racconta la nascita di Koi, la società di eSports fondata nel 2021 da Kosmos e dallo streamer spagnolo Ibai Llanos.

### Kosmos Football
Tramite la controllata Kosmos Football, nel dicembre 2018 Kosmos ha acquistato il club professionistico andorrano dell'FC Andorra, militante nel campionato spagnolo di calcio.
Nel 2019, l'azienda ha negoziato il contratto tra la Federazione calcistica della Spagna e l'Arabia Saudita per l'organizzazione nel paese arabo della fase finale della Supercopa de España per sei anni. Kosmos ha ricevuto una commissione di 24 milioni di euro. L'accordo è stato al centro di indagini del tribunale di Majadahonda per presunte tangenti e riciclaggio di denaro, con il CEO Gerard Piqué dapprima iscritto nel registro degli indagati e successivamente imputato con l'accusa di aver contribuito attivamente come intermediario nell'accordo tra RFEF e Arabia Saudita.

### Kings League
Nel 2022 nasce, da un'idea di Piqué, la Kings League, format di intrattenimento pensato come una competizione di calcio a 7 e organizzata da Kosmos. Il format prevede sostanziali modifiche alle classiche regole del calcio, pensate per una maggiore attrattività. Vi sono infatti la possibilità di effettuare sostituzioni illimitate, oltre alla presenza di un numero diverso di giocatori in campo nei primi minuti delle partite e l'utilizzo di armi segrete, le quali consentono ad una squadra di trarre alcuni vantaggi, tra cui raddoppiare il valore di ciascun gol o autoassegnarsi un rigore.
Dopo il successo della prima edizione spagnola della Kings League nel 2022, sono nate la Queens League, riservata a squadre femminili, e nuove leghe in altre nazioni, tra cui Kings League Brazil, Kings League Italy e Kings League Americas. Nel 2024 si è tenuta inoltre la prima edizione di Kings World Cup, seguita all'inizio del 2025 dalla Kings World Cup Nations.

## Consiglio di amministrazione
Consiglio di amministrazione in carica al 28 febbraio 2025:
- Gerard Piqué - Presidente ed Amministratore delegato
- Hiroshi Mikitani - Amministratore
- Edmund Chu - Direttore esecutivo
- Nullah Sarker - Direttore esecutivo
- Mike Evans - Direttore esecutivo